# 克劳迪娅·辛鲍姆
克劳迪娅·辛鲍姆·帕尔多（西班牙語： [ˈklawðja ˈʃejmbawm ˈpaɾðo] ⓘ，1962年6月24日—）是墨西哥女科学家、政治人物，现任墨西哥總統。2000年至2006年，安德烈斯·曼努埃尔·洛佩斯·奥夫拉多尔擔任墨西哥城市长，此時她擔任墨西哥城环境局局长。2007年，她加入政府間氣候變化專門委員會，該委員會於同年獲得诺贝尔和平奖。2015年至2017年，出任特拉爾潘市市長。2018年7月1日，當選墨西哥城市長，为墨西哥城第二位女性市長；同年11月，她被BBC列入《巾帼百名》。
辛鮑姆在2024年墨西哥大选中成功当选总统，是該國史上第一位女性及猶太裔國家元首。

## 早年生活與家庭
克勞蒂亞・薛恩鮑姆於1962年6月24日出生於墨西哥市，成長於一個世俗的墨西哥猶太家庭。
	她是化學家卡洛斯・薛恩鮑姆・約瑟列維茲（Carlos Sheinbaum Yoselevitz）與生物學家安妮・帕爾多・希莫（Annie Pardo Cemo）的第二個孩子。克勞蒂亞的父親，即卡洛斯・薛恩鮑姆，是阿什肯納茲猶太人的後裔；其父親，即克勞蒂亞的祖父，Chone Juan Sheinbaum Abramovitz於1928年從立陶宛移民至墨西哥，成為一位珠寶商，同時也是墨西哥共產黨的成員。克勞蒂亞的母親安妮・帕爾多則來自一個塞法迪猶太家庭，該家族於1942年為了逃避第二次世界大戰期間保加利亞對猶太人的迫害而來到墨西哥，並成為第一位在國立理工學院（Instituto Politécnico Nacional）任教的塞法迪猶太女性。
	薛恩鮑姆的父母在1960年代積極參與墨西哥的左翼運動，參加抗議活動、工人運動及學生運動。薛恩鮑姆有兩位兄弟姊妹。她的哥哥 Julio 是一位物理學家，同時是CICESE的物理海洋研究員。她的妹妹 Adriana 是一位教師，現居美國，並與電影導演Rodrigo García Barcha結婚。

## 學術生涯
薛恩鮑姆於1989年在墨西哥國立自治大學（UNAM）取得物理學學士學位，1994年取得碩士學位，並於1995年獲得能源工程博士學位。

她在1991年至1994年間於加州的勞倫斯柏克萊國家實驗室完成博士論文的研究工作。在實驗室工作期間，她分析了墨西哥交通運輸部門的能源使用情況，並發表了多篇有關墨西哥建築能源使用趨勢的研究。

1995年，薛恩鮑姆入墨西哥國立自治大學（UNAM）工程學研究所擔任教職，並於1999年因在工程與技術創新領域的表現獲頒UNAM最佳青年研究者獎。
2006年，在歷任一段公職後，薛恩鮑姆返回UNAM，並開始在科學期刊上發表論文。
2007年，薛恩鮑姆參與撰寫聯合國政府間氣候變遷專門委員會（IPCC）第三工作組（WGIII）所發布的第四次評估報告（4AR）中的「產業（Industry）」章，之後，她亦在2013年擔任IPCC第五次評估報告的該章主筆。

## 早期政治生涯
薛恩鮑姆就讀UNAM期間，曾是大學學生議會（Consejo Estudiantil Universitario, CEU）的成員，
該群學生是後來民主革命黨（PRD）創黨時倚重的青年勢力之一。

薛恩鮑姆於2000年12月5日至2006年5月15日擔任聯邦特區（今墨西哥市）環境局局長，由當時的聯邦特區政府首長安德烈斯·曼努爾·羅培茲·歐布拉多（Andrés Manuel López Obrador）任命。

她在任內負責推動墨西哥市的電子車輛註冊中心的建立。
她也主導引進捷運巴士（Metrobús）系統——一種設有專用車道的快捷公車捷運系統——並且督導建設墨西哥市環城快速道路Anillo Periférico 第二層高架道路的工程。
羅培茲・歐布拉多（López Obrador） 在2012年總統大選的競選期間將薛恩鮑姆納進其擬提名的內閣名單之中，使她預定出任環境與自然資源部部長一職。

2014年，她加入由羅培茲・歐布拉多帶領創立的政黨國家復興運動（Morena），該政黨係自主流左翼政黨民主革命黨所分離。

### 特拉爾潘自治市市長
2015年聯邦特區（今墨西哥市）的地方選舉中，薛恩鮑姆獲國家復興運動（Morena）提名、參選特拉爾潘（Tlalpan）自治市市長。

她的競選主軸聚焦在改善公共服務以及公共空間、打擊貪腐，並推動針對婦女與年輕人的社會福利計畫。
最終她以29.48%的得票率勝選，成功扭轉民主革命黨（PRD）在該區已執政長達十五年的局面。
2017年12月5日，薛恩鮑姆獲辭去自治市市長的職務，爾後代表政黨聯盟「我們將一同創造歷史」參選墨西哥市長。該聯盟由國家復興運動（Morena）、勞動黨（PT）以及社會集結黨（PES）組成。

#### 教堂拆除事件
2016年4月29日，市政府人員接獲命令，前往拆除一堵位於特拉爾潘區瑪雅文化社區，毗鄰一座教堂旁而違法興建的圍牆（該教堂名為Capilla del Señor de los Trabajos）。
然而，負責執行拆除作業的工人不但拆除了圍牆，還破壞了部分教堂結構，包括鐵皮屋頂，甚至移除了教堂內的宗教聖像。
該堂區司鐸Juan Guillermo Blandón Pérez指控薛恩鮑姆應為拆除教堂負責，並表示此事是在未有事前通知的情況下執行的。

教堂被拆除數日後，自治市政府承認此次事件是行政上的疏失。

薛恩鮑姆隨後與教會代表會面，並提出權宜方案：將該處土地劃分成兩個部分，一部分用來重建教堂，另一部分則用來設置社區藝術中心。

#### 恩里克·雷巴姆小學倒塌事件
位於特拉爾潘自治市的私立小學，恩里克·雷巴姆小學在2017年普埃布拉地震中倒塌，造成19名兒童及7名成人喪生。

然而早在2016年9月該市行政驗證機構（Instituto de Verificación Administrativa）就已裁定該校建築物不符使用區劃且建築物高度超過法規允許，並指出校方負責人Mónica García Villegas所提交的文件不實。
薛恩鮑姆因未完整說明該校土地使用、建築與營運許可的相關資訊而遭受批評。
代表罹難兒童家長的律師Enrique Fuentes表示，作為政府首長，薛恩鮑姆有義務採取行動，但她未履行其責，讓學校繼續違規營運，最終釀成悲劇。

## 總統任期 (2024年至今)

### 就職典禮
薛恩鮑姆於2024年10月1日宣誓就任總統，成為墨西哥第一位女性總統，也是首位具有猶太血統的總統
。

國會主席兼墨西哥左派重要人物Ifigenia Martínez將總統綬帶交予她。
在國會致辭中，薛恩鮑姆感謝前任總統，強調自己作為首位女性總統當選人的歷史意義，並承諾會施行負責任的財務政策，亦向外國投資者擔保提供安全的投資環境。

來自各國的105位代表出席了就職典禮，包括16位國家元首與23個國際組織的代表。

重要賓客包括巴西總統魯拉・達席爾瓦（Lula da Silva）、智利總統加布列・柏瑞克（Gabriel Boric）、哥倫比亞總統裴卓（Gustavo Petro）、德國前總統克里斯蒂安·沃爾夫（Christian Wulff），以及美國第一夫人吉兒·拜登（Jill Biden）。

西班牙國王菲利佩六世（Felipe VI）未受邀出席，引起爭議，原因是薛恩鮑姆指出他未對羅培茲·歐布拉多在2019年要求為西班牙征戰期間的暴行道歉的信函作出回應。

這也引發了西班牙政府的抵制。

### 國內政策

#### 例行晨會
薛恩鮑姆延續前任總統舉行「mañaneras」——即早晨的例行新聞發布會——的慣例。

#### 承認政府在塔特洛爾科大屠殺的責任
2024年10月2日，適逢塔特洛爾科大屠殺紀念日，薛恩鮑姆透過頒布一項政令，承認政府在這場屠殺中負有責任。

該政令包含了公開道歉，由內政部長羅莎·艾塞拉·羅德里奎佈達。

#### 犯罪問題與毒品戰爭
薛恩鮑姆公布一項資料驅動（data-driven）的策略來打擊犯罪，著重於改善警務、加強情報工作，並透過增加社會福利支出來處理犯罪的根本原因，這類似於她在擔任墨西哥市長時的作法。

她任命Omar García Harfuch擔任安全和公民保護處（SSCP）首長，類似於他先前在薛恩鮑姆 的墨西哥市內閣中所擔任的職務，在當時他成功將該市的謀殺率減半。

2024年12月31日，薛恩鮑姆發布一項法案，擴大了SSCP的權限，加強與（檢察總長辦公室的合作，並改進各級政府之間的情報收集能力。

薛恩鮑姆甫上任的幾週內，她所領導的政府對組織犯罪採取更強硬的手段，有別於羅培茲·歐布拉多的策略：「擁抱而非子彈（Abrazos, no balazos）」。
但隨著政府與組織犯罪的對抗次數增加，儘管逮捕了許多高層的毒梟，也偶爾造成無辜平民的傷亡。
薛恩鮑姆為一些傷亡比例懸殊的行動進行辯護，例如在某次交火中，軍方毫髮無傷，而毒梟方面則有19人被擊斃，她將此類行動稱為自衛行為。

在她上任的前100天內，政府報告顯示一共逮捕了7,720人，查獲66公噸毒品，並摧毀了115座製造甲基安非他命的實驗室。

為因應錫那羅亞販毒集團（Sinaloa Cartel）的內鬥，薛恩鮑姆派遣了一支特別行動部隊，由墨西哥國軍士兵、國民警衛隊成員以及國家情報中心（CNI）特務組成，以平息相關暴力事件。

此外，她還在全國範圍內推行了一項名為 「Sí al Desarme, Sí a la Paz」（「要解除武裝，要和平」） 的槍枝回購計畫，此舉與她在墨西哥市長任內的治安政策類似。

## 備註
1. ↑  卡洛斯·薩利納斯（Carlos Salinas de Gortari），於1988年至1994年期間擔任墨西哥總統，他具有部分殖民時期的塞法迪猶太人血統。[46]